# Polovište
U geometriji polovište je točka koja raspolavlja dužinu. Jednako je udaljeno od oba kraja dužine, te dijeli dužinu na dvije sukladne dužine. Polovište je također i težište dužine.
Mnogi teoremi u geometriji koriste se polovištima stranica geometrijskih likova i bridova geometrijskih tijela.
Ako imamo dvije točke {\displaystyle A(x_{1},y_{1})} te {\displaystyle B(x_{2},y_{2})} U Kartezijevom koordinatnom sustavu, tada će polovište {\displaystyle P} dužine {\displaystyle AB} imati koordinate {\displaystyle P({\frac {x_{1}+x_{2}}{2}},{\frac {y_{2}+y_{2}}{2}}).}